# Date (Unix)

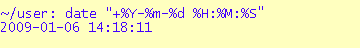
A Unix date parancs

A Unix date parancsa kiírja az időt és a dátumot. Csak egy adminisztrátor jogosult arra, hogy a rendszer időt megváltoztassa.

## Használata
Ha a parancsot opciók, argumentumok nélkül használjuk, akkor ez az aktuális időt és dátumot írja ki a képernyőre. Megjelenik az aktuális nap neve, a hónap neve, a nap, ez után az idő, óra, perc és másodperc kettősponttal elválasztva, utána az időzóna és az év.
$date
Fri Jul 27 14:12:06 EDT 2007

## Formatálás
Ha a kiírás alakját akarjuk megváltoztatni akkor a + segítségével opciókat lehet hozzáadni.
| Használata   | Leírása                                             | Értéke/Példa                                             |
| Nap          | Nap                                                 | Nap                                                      |
| ------------ | --------------------------------------------------- | -------------------------------------------------------- |
| %a           | a hét napja rövidítve                               | sze                                                      |
| %A           | a hét napja teljesen                                | szerda                                                   |
| %d           | a hónap napja (dd), zéró hozzáadva                  | 02                                                       |
| %e           | a hónap napja (dd)                                  | 2                                                        |
| %j           | az év napja, nullával kezdődik                      | 000-366                                                  |
| %u           | a hét napja hétfővel (1) kezdődően                  | 3                                                        |
| %w           | a hét napja vasárnappal (0) kezdődően, i.e. smtwtfs | 3                                                        |
| Hét          |                                                     |                                                          |
| %U           | a hét száma, első nap a Vasárnap                    | 0–53                                                     |
| %W           | a hét száma, első nap a Hétfő                       | 0–53                                                     |
| %V           | az év melyik hete                                   | 0–53                                                     |
| Hónap        |                                                     |                                                          |
| %m           | mm month                                            | 07                                                       |
| %h           | Mon                                                 | júl                                                      |
| %b           | Mon, locale's abbreviated                           | júl                                                      |
| %B           | locale's full month, variable length                | július                                                   |
| Év           |                                                     |                                                          |
| %y           | yy two digit year                                   | 00–99                                                    |
| %Y           | ccyy year                                           | 2025                                                     |
| %g           | 2-digit year corresponding to the %V week number    |                                                          |
| %G           | 4-digit year corresponding to the %V week number    |                                                          |
| Század       |                                                     |                                                          |
| %C           | cc század                                           | 00–99                                                    |
| Dátum        |                                                     |                                                          |
| %D           | mm/dd/yy                                            | 07/2/25                                                  |
| %x           | helyi dátum megjelenítés (mm/dd/yy)                 | 07/2/2025                                                |
| %F           | %Y-%m-%d                                            |                                                          |
| Óra          |                                                     |                                                          |
| %l (kicsi L) | óra (12 órás idő)                                   | 10                                                       |
| %I (Nagy I)  | óra (12 órás idő), zéró elöl                        | 10                                                       |
| %k           | óra (24 órás idő)                                   | 22                                                       |
| %H           | óra (24 órás idő), zéró elöl                        | 22                                                       |
| %p           | AM vagy PM                                          | PM                                                       |
| %P           | am vagy pm                                          | pm                                                       |
| Percek       |                                                     |                                                          |
| %M           | MM percek                                           | 16                                                       |
| Másodpercek  |                                                     |                                                          |
| %s           | másodpercek 00:00:00 1970-01-01 UTC-tól             | 1751494581                                               |
| %S           | SS másodpercek                                      | 00–60 (The 60 is necessary to accommodate a leap second) |
| %N           | nanoszekundumok                                     | 000000000–999999999                                      |
| Idő          |                                                     |                                                          |
| %r           | óra, perc, másodperc (12 órás idő)                  | 10:16:21 PM                                              |
| %R           | óra, perc, másodperc (24 órás idő)                  | hh:mm e.g. 22:16                                         |
| %T           | óra, perc, másodperc (24 órás idő)                  | 22:16:21                                                 |
| %X           | helyi idő kiíratása (%H:%M:%S)                      |                                                          |
| Dátum és idő |                                                     |                                                          |
| %c           | helyi idő és dátum                                  | Sat Nov 04 12:02:33 EST 1989                             |
| Időzóna      |                                                     |                                                          |
| %z           | -zzzz RFC-822 numerikus stílus                      | -0500                                                    |
| %Z           | időzóna betűkkel                                    | EST                                                      |

## Példák
```
date "+%m/%d/%y"
7/4/06
```

```
date "+%Y%m%d"
20060704
```

az idő átadása egy változónak
```
START=`date '+%r'`
echo $START
03:06:02 PM
sleep 5
echo $START
03:06:02 PM
```

Yesterday egy változó
```
DATE=$(date -d yesterday +"%Y%m%d")
echo $DATE
20060704
```

Az idő kiírása különböző időzónákban.
Az időzóna típusai megtalálhatóak a /usr/share/zoneinfo
```
OLDTZ=$TZ
export TZ=GMT; echo "GMT:               `date +\"%F %R (%Z)\"`"
GMT:               2008-10-31 12:30 (GMT)
export TZ=Europe/Stockholm; echo "Stockholm:    `date +\"%F %R (%Z)\"`"
Stockholm:    2008-10-31 13:30 (CET)
export TZ=Asia/Kuala_Lumpur; echo "Kuala Lumpur:        `date +\"%F %R (%Z)\"`"
Kuala Lumpur:        2008-10-31 20:30 (MYT)
export TZ=US/Central; echo "Dallas:             `date +\"%F %R (%Z)\"`"
Dallas:             2008-10-31 07:30 (CDT)
export TZ=$OLDTZ
```

Karakterláncban
```
date +"%Y%m%d" -d sunday
20060709

date +"%Y%m%d" -d last-sunday
20060702

date +"%Y%m%d" -d last-week
20060627

date +"%Y%m%d" -d last-month
20060604

date +"%Y%m%d" -d last-year
20050704

date +"%Y%m%d" -d next-week
20060711

date +"%Y%m%d" -d next-month
20060804

date +"%Y%m%d" -d next-year
20070704
```

Az idő kiírása másodpercben 1970-01-01 -től (Unix korszak):
```
date +"%s" -d "Fri Apr 24 13:14:39 CDT 2009"
1240596879
```

Unix korszak időt átalakítani olvasható alakba:
```
date -d "UTC 1970-01-01 1240596879 secs"
Fri Apr 24 13:14:39 CDT 2009
```

Vagy:
```
date -ud @1000000000
Sun Sep 9 01:46:40 UTC 2001
```